# Mauvezin-d'Armagnac
Mauvezin-d'Armagnac är en kommun i departementet Landes i regionen Nouvelle-Aquitaine i sydvästra Frankrike. Kommunen ligger i kantonen Gabarret som tillhör arrondissementet Mont-de-Marsan. År 2022 hade Mauvezin-d'Armagnac 99 invånare.

## Befolkningsutveckling
Antalet invånare i kommunen Mauvezin-d'Armagnac
Referens:INSEE